# S線上のテナ
『S線上のテナ』（エスせんじょうのテナ、Tena on S-string）は、岬下部せすなによる日本の漫画作品。通称“Sテナ”。『まんがタイムきららフォワード』（芳文社刊）で創刊号から2010年10月号まで連載された。各話にはサブタイトルは付かず、話数は「第○楽章」と書かれ○には漢数字が入る。
2009年7月24日にフロンティアワークスより、原作者が脚本を監修したドラマCDが発売された。

## 概要
『きららフォワード』誌の表紙や巻頭カラーとなることも多い看板作品。「命の譜面」（ソウル・スコア）と呼ばれるこの世のすべてに宿る譜面に異状を引き起こす悪性の音符に取り付かれた青年恭介が、命の譜面を操ることのできる能力を持つ命の調律師と呼ばれる超能力者の少女達と出会い、調律師達の組織や自身の出生の秘密と向き合いながら、前向きに進む姿と登場人物達の恋が中心に書かれている。ラブコメディ主要な位置に占め、序盤は日本を舞台にした日常をコミカルに描き、中盤からはコメディ面を維持しつつもシリアスな謎解きと調律師同士の戦いと恋愛にゆれる少女達の心などを描く。S線とはソウル・スコア(Soul score)が持つとされる独特の音の法則を意味するSコードの事を指す造語。

## あらすじ
恭介は交通事故がきっかけで周囲に楽譜が見え、音楽が聞こえるようになる。そこへ調律師の少女テナが現れる。調律師の本部に保管されていた調和を乱す悪質な音符が世界中に散ってしまったため回収するために派遣されたという。恭介は自分に起きた異変は事故のときに音符が自分と融合していたことが原因であることを知る。テナは回収対象の音符と一体化した恭介を手元に置き、恭介の能力を音符の回収に利用するために恭介の家に居つくことになるが、恭介の周りに次々と調律師が現れ、音符に取り付かれたことが組織に知られてしまう。問題を解決するために恭介達は本部があるフランスに向かう。そこで、世界を征服するために危険な譜面を仕掛ける組織上層部の陰謀と、それに対抗する若手調律師のクーデターに巻き込まれる。革命を成功させたクーデター派の中心は恭介の父の教え子たちであり、両親が調律師である事と、自分が無から有を生み出す始まりの譜面の持ち主である事を知る。

## 登場人物
声優はドラマCD版のキャスト。

### メイン・キャラクター
作者のHPでは、テナ・アルン・メゾ・ソプラ・デュオンの5人がメインヒロインであると記載されている。
テナー・フォルテシアン（テナ）
声 - 田村ゆかり
15歳 身長138cm A型
本作のヒロイン。小学生のような外見だが、AAAランクの命の調律師の少女。世界中に散った悪性の音符の回収のために派遣されて日本に訪れ、そこで悪性音符に取り付かれた恭介と知り合う。本人は自覚していないが、恭介に好意を抱く。
その性格からツンデレと評されることもあるが、作者は、かまってほしくて意地をはった末にイジけてみせている「イジデレ」である、と語った。
響 恭介（ひびき きょうすけ）
声 - 杉田智和
24歳 身長176cm AB型
本作の主人公。自宅で音楽教室（ピアノ教室）を開いている努力家の青年。交通事故がきっかけで悪性の音符と融合し、命の譜面が認識できる様になる。テナを上回るほどの音符の聞き取り能力を持ち、後に命の調律師の力を身に着ける。
メゾンヌ・リチェルカーレ
声 - 堀江由衣
16歳 身長162cm B型
命の調律師。通称「メゾ」。譜面の回収よりも譜面を科学的に解析し、発明に応用することに生き甲斐を持っている。
ソプラ・ビレー
声 - 能登麻美子
16歳 身長158cm O型
命の調律師。通称「ソプラ」。おっとりした性格。メゾとコンビで発明に取り組んでいる。
アルン・スフォルツ
声 - 川澄綾子
16歳 身長161cm A型
名家に生まれ、常にトップの成績を取り続けているSAランクの命の調律師。テナにライバル視されている。常に規律を守る生き方をしていたが、恭介と出会ったことで変化が現れ、彼に好意を抱く。
デュオン・オルゲル
声 - 佐藤利奈
15歳 身長156cm AB型
アルンを慕うボーイッシュな少女。前向きな性格だが要領が悪く能力は最下層のEランク。

### 命の調律師

#### 調律師上層部
アルプス山脈に本部を置く命の調律師のトップ。総督グロリアが楽団隊長達を指揮して、あるプロジェクトを計画している。
グロリア
調律師総督。威圧的な雰囲気をまとった男性。感情を顔に出すことは滅多にない。
コード
第1楽団隊長、男性。
音符回収率を担当している。ややだらしない印象。副官のクラベスに好意を持っている。
クラベス
第1楽団副官、女性。
コードをサポートしているしっかり者。フォルテオから貰ったハリセンを所持しているツッコミ役。
ヴィーナ
第2楽団隊長、女性。
衛生を担当し、調律師の治療を行っている。
フォルテオ・スフォルツ
第3楽団隊長。
調律師の分散状況を担当している上層部のメンバーの一人で、若手のリーダー。
アルンの兄であり、妹を溺愛している。自称「ハートはキラキラの乙女」で、オカマっぽい喋り方をする。音無琴子とは顔なじみ。
レガート・フィナレ
第4楽団隊長。
反逆者討伐係を務める千年を生きる調律師。特殊な譜面の持ち主のため老化が遅く少年のような姿をしている。楽器などが破壊された際に生じる音を美しく感じるなど、サディスティックな性格。
ベルリラ・リチェルカーレ
第5楽団隊長、女性。
諜報部隊を担当。名家であるリチェルカーレ家の一員で、メゾの姉。快楽主義者。力なき理想は無力といった現実的な考えも持ち調律師としての実力は高く、フランスに渡った恭介達を捕らえるために立ちはだかり、一行を苦しめる。

#### その他
音無琴子
楽器店「アダージョ」を経営している女性。おっとりとした性格で、恭介とは彼が子供の頃からの知り合い。テナのことも気に入っていて、さり気なくアドバイスを送ったりしている。
元は第2楽団員であり、命の調律師。フォルテオとはその楽団員だったときの旧友で、調律師の上層部からはコトコ・シンフォニエッタと呼ばれている。
コントラルト・ドゥドゥー・ガブリエル・ド・ラ・ジェローデル
28歳
長髪にサングラスを掛けた男性。その高貴な名前に恥じない家柄と実力とルックスを兼ね備えた自信過剰の調律師で、テナに惚れ込みストーカー行為を働くロリコン。テナの好みに合わないため彼女からは嫌われているが、懲りずにアタックを繰り返している。
胡弓（こきゅう）
テナ・メゾ・ソプラの師匠。忍び装束と和服を合わせたような珍しい身なりをしている日本出身の女性調律師。レガートと同じく、生まれつき進行速度の遅いソウル・スコアを持っており、江戸時代に調律師たちによって保護され、自らの生が他社に悪影響を及ぼさぬように隠遁生活を続け、現在まで300年の時を生きている。夫のロックは街のレストランのオーナーシェフをしていたが、病気で他界している。
カンター・ビレー
自称25歳前後
元・ビレー家当主代行でソプラの兄。命の調律師だが、本業は研究者。メゾの思い人。
オスティナート・モノフォニー
調律師達の本拠地に幽閉されている女性。キタラとグロリアの幼なじみで、外見は少女にしか見えないが40歳。右眼を眼帯で覆っている。
コルダ
故人。黒髪を持つ日系フランス人女性。かつて第2楽団に所属していて琴子の先輩にあたる。非常におっとりとしたつかみ所のない性格。毎日失敗続きで、患者の治療もかなりアバウト。しかし、患者の求めることを察知することに長けており、周囲からも慕われカリスマナースと呼ばれていた。
臨時赴任先のエコールにて、キタラと出会い結婚し、恭介を産む。
キタラ
故人。胡弓の息子。調律師を育てる小学校（fr:École）で教師をしていた。グロリアとオスティナートは幼馴染。コードの恩師でもある。若干口が悪く教師としての姿勢は厳しいが、子供たちを信頼し接していたため生徒や学校の関係者からは慕われていた。コルダに一目惚れしてプロポーズし、出会って1分で結婚した。

### 音楽教室の生徒達
恭介の音楽教室に通っている、3人組の女の子達とその友人。16歳。作中では常に3人一緒に行動している。看護師を目指していて、音楽療法を学びたいという理由から、琴子の紹介で恭介の音楽教室に通っている。恭介のことは貧乏で彼女ができなくてかわいそうだと思いつつも、優しくていい先生だと慕っている。テナとも仲良くなり、彼女の使用人A・B・Cとなった。4人の名前は全て新幹線の愛称から採られている。
海影こだま
やや気が強く、恭介をロリコンと勘違いして2度KOしたことがある。
月島ひかり
やや純情で、赤くなって固まってしまうことが多い。
空知なすの
いつも無表情で感情の起伏が薄い。
星子のぞみ
3人組の幼馴染の少女。中学のときに重病を患って以来、病院で生活している。

## 用語
命の譜面（ソウル・スコア）
この世のものが皆持っているもので、生まれたときからメロディを奏で出し、フィナーレと共に年をとっていく。ズレて調律が必要になることがある。このソウル・スコアの調律とは、編曲に近いものであるとのこと。譜面が狂うと外見に影響を及ぼし、怪物になってしまうこともある。理論上は意図的に譜面を狂わせることで石を金に変えることも可能。ただし、基本的にそのような使い方は法で禁止されている。
命の調律師
命の譜面を調律することが出来る存在。ほとんどが先祖代々調律師のエリート家系の者だが、素質を見出されてスカウトされて来る者もいる。命の調律師の存在は隠密で、一般人にはその存在は知られていないが、世界中の国家に内々に知られていて、科学の力では解決できない問題を「仕事」として調律師本部に依頼してくるという。その歴史は長く、スフォルツ家や3つの名家などは昔から社交の場に立つのが習わしとなっている。
調律はタクトを用いて行う。テナのタクトは伸縮自在の鞭のように振るって調律を行う他、グランドピアノなどの重い物に絡ませて投げるなどの使い方もある。アルンやメゾ&ソプラもタクトを用いて調律を行うが、テナのような使い方は現在のところ見受けられない。また、テナの場合はことあるごとに恭介をつっついたり刺したりするのにも用いているので、硬軟自在でもあるらしい。
調律師の能力は誰にでも備わっているものではなく、少数の人間にだけ備わった特殊技能である。ただし、調律師はあくまで調律を行える者であり、命の譜面を新たに作り出す（命の譜面を作曲する）ことはできない。
始まりの譜面
遠き過去、宇宙創生と同時に偶発的に生まれ出でた「音符を描く音符」。数多い、自らとは違う自らのコピーを生み出し、それらを分化・進化させて万物の礎となり生み出したとされる最初の命の譜面。この譜面を持つ者は、あらゆる譜面をコピーし、自身の力であらゆる無からあらゆる有を生み出す。そのため調律師本部はこの能力を最大の脅威と考え、保護の名の下に幽閉し、自らの都合のいいようにその能力を利用してきた。

## 単行本
芳文社より「まんがタイムKRコミックス」(B6判)として刊行。
1. 2007年9月11日発行 ISBN 978-4-8322-7650-5
2. 2008年1月10日発行 ISBN 978-4-8322-7674-1
3. 2008年4月26日発行 ISBN 978-4-8322-7696-3
4. 2008年8月27日発行 ISBN 978-4-8322-7728-1
5. 2009年2月12日発行 ISBN 978-4-8322-7775-5
6. 2009年7月13日発行 ISBN 978-4-8322-7820-2
7. 2010年1月12日発行 ISBN 978-4-8322-7878-3
8. 2010年6月11日発行 ISBN 978-4-8322-7916-2
9. 2010年10月12日発行 ISBN 978-4-8322-7948-3

## 他作品との関連
単行本1巻の描き下ろしページに『えすぴー都 見参!』の五条都が、第九楽章の駅のホームのシーンで『ことゆいジャグリング』の高城唯と山吹小鳥が、第十五楽章でアルンが恭介の料理に感動した際に、『悪魔様へるぷ☆』のルルーが天使の姿で登場している。この他にもゲーム、漫画、映画などのパロディが用いられている。